# Шереметьевский кружок спорта
«Шереметьевский кружок спорта» (Ш.К.) — спортивный клуб из Одессы, основанный в 1908 году подполковником 11-го сапёрного Императора Николая I батальона Владимиром Николаевичем Шереметьевым. Клуб был образован из воспитанников 3-й гимназии и объединял спортсменов-любителей.
Домашние поединки проводил на собственном поле в районе Михайловской площади. В 1909 году стал неофициальным чемпионом Одессы — по общей сумме побед в товарищеских, нелиговых матчах.
В 1911 году Ш.К. стал одним из учредителей Одесской футбольной лиги. 20 февраля 1911 года одержал историческую — первую — победу в первом матче первого чемпионата города, разыгрывавшегося на Кубок журнала «Спортивная жизнь».
В 1913 году стал первым клубом, составленным из игроков-одесситов, выигравшим чемпионат города.
28 мая 1914 года в Одессе состоялся первый международный матч. Шереметьевцы приняли на своём поле стамбульский «Фенербахче» и победили со счётом 2:1.
Прекратил существование в 1918 году.

## Достижения
- Чемпион Одессы 1913, 1915
- Обладатель Щита А.А. Боханова 1914
- Обладатель Кубка Герда 1912, 1913

## Статистика выступлений

### Одесская футбольная лига
| Сезон   | Категория (лига) | И  | В  | Н | П  | Мячи  | О  | Место | Трофей         |
| ------- | ---------------- | -- | -- | - | -- | ----- | -- | ----- | -------------- |
| 1911    | 1 категория      | 6  | 3  | 0 | 3  | 6-4   | 6  | 3     |                |
| 1911/12 | 1 категория      | 14 | 7  | 3 | 4  | 30-11 | 17 | 3     |                |
| 1911/12 | 2 категория      | 10 | 9  | 1 | 0  | 38-1  | 17 | 1     | Кубок Герда    |
| 1911/12 | 3 категория      | 10 |    |   |    |       |    | 3     |                |
| 1912/13 | 1 категория      | 14 | 12 | 2 | 0  | 49-5  | 26 | 1     | Кубок Джекобса |
| 1912/13 | 2 категория      | 14 | 13 | 0 | 1  | 54-4  | 26 | 1     | Кубок Герда    |
| 1913/14 | 1 категория      | 14 | 12 | 1 | 1  | 38-8  | 25 | 1     | Щит Боханова   |
| 1913/14 | 2 категория      | 14 | 5  | 2 | 7  |       | 12 | 4     |                |
| 1913/14 | 3 категория      | 10 | 3  | 0 | 7  |       | 6  | 5     |                |
| 1914/15 | 1 категория      | 16 | 15 | 1 | 0  |       | 31 | 1     | Кубок Джекобса |
| 1914/15 | 2 категория      | 16 |    |   |    |       |    | 3     |                |
| 1914/15 | 3 категория      | 12 |    |   |    |       |    | 3     |                |
| 1915/16 | 1 категория      | 10 | 3  | 0 | 7  | 11-19 | 6  | 6     |                |
| 1915/16 | 2 категория      | 10 | 5  | 0 | 5  | 10-10 | 10 | 4     |                |
| 1915/16 | 3 категория      | 6  | 3  | 0 | 3  | 7-9   | 6  | 2     |                |
| 1916/17 | 1 категория      | 10 | 0  | 0 | 10 |       | 0  | 6     |                |
| 1916/17 | 2 категория      | 10 | 0  | 0 | 10 |       | 0  | 6     |                |

## Известные игроки
- Александр Злочевский
- Евгений Месснер
- Александр Ремер
- Вильям Каруана
- Владимир Болгаров
- Михаил Мизерский
- Давид Каждан

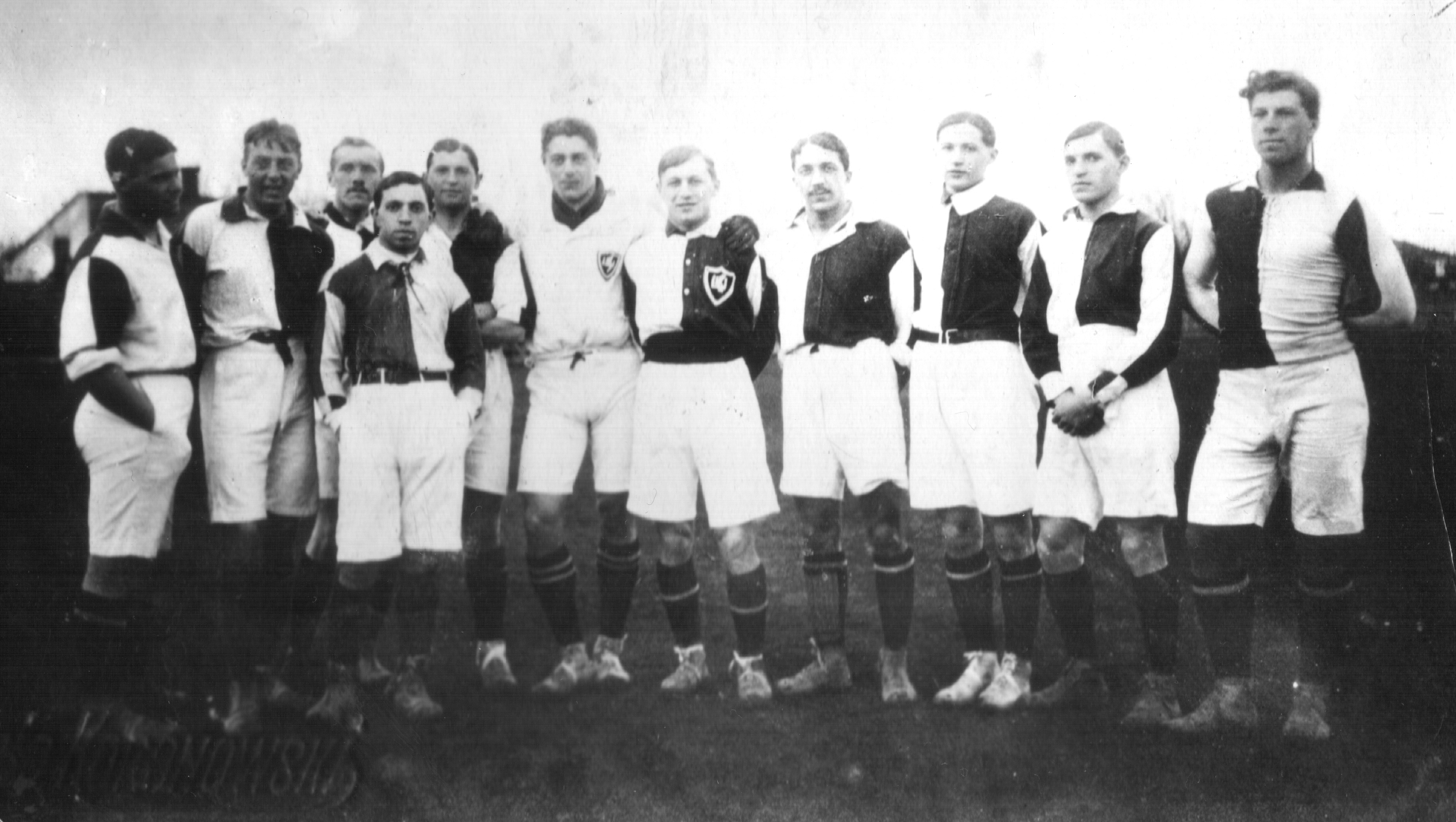
Ш.К. в 1912 году